# Hyphessobrycon erythrostigma
Hyphessobrycon erythrostigma là một loài cá cảnh trong họ cá tetra, chúng là loài cá cảnh cỡ nhỏ được ưa chuộng vì kích thước và maù sắc của chúng.

## Đặc điểm
Chúng phát triển đến kích thước của nó lên đến 64mm và sống khoảng năm năm. Các con đực được phân biệt bởi vây lưng mở rộng và hậu môn. Con đực có vây lưng lớn hơn. Con cái có vây tròn ngắn hơn. Chúng đòi hỏi phải có nước ấm (78 °F hay 26 °C). Loại cá này, giống như hầu hết những con cá tetra, cần nước ngọt, nước axit, độ pH 6,5-6,8. Loại cá này có phần dễ bị bệnh vì chúng nhạy cảm với điều kiện nước và luôn đòi hỏi phải thay nước thường xuyên. Nó thường không sống quá năm năm. Nói chung là một loài cá ôn hòa nhưng chúng có thể cắn vây những con cá khác. 